# فينتشنزو داميكو
فينتشنزو داميكو (بالإيطالية: Vincenzo D'Amico)‏ هو لاعب كرة قدم إيطالي، ولد في 6 نوفمبر 1954 في لاتينا في إيطاليا. شارك مع منتخب إيطاليا تحت 18 سنة لكرة القدم. أما مع النوادي، فقد لعب مع نادي ترنانا ونادي تورينو ونادي لاتسيو.

## وصلات خارجية
- فينتشنزو داميكو على موقع قاعدة بيانات كرة القدم.إي يو (الإنجليزية)
- فينتشنزو داميكو على موقع عالم كرة القدم.نت (الإنجليزية)